# Burgos (Italie)
Pour les articles homonymes, voir Burgos (homonymie).
Burgos (en sarde : Su Burgu) est une commune italienne de la province de Sassari dans la région Sardaigne en Italie.

## Géographie

### Communes limitrophes
La commune de Burgos est attenante à celles de Bottidda, Esporlatu et Illorai.

## Administration
| Période                                  | Période | Identité | Étiquette | Qualité |
| ---------------------------------------- | ------- | -------- | --------- | ------- |
|                                          |         |          |           |         |
| Les données manquantes sont à compléter. |         |          |           |         |

### Évolution démographique
Habitants recensés

### Jumelages
- Fiorano Modenese (Italie)
- Maranello (Italie) depuis 1986